# Devil in the Details
Albums de Saigon Kick
Water (en)
(1993) Bastards
(1999)
Devil in the Details est le quatrième album studios du groupe américain Saigon Kick. Il a été enregistré en 1995 dans le temple du Death metal américain, les Morrisound Studios à Tampa. Les fondateurs du studio, Jim et Tom Morris ont participé à l'élaboration de l'album et fait les chœurs sur le premier titre de l'album.

## Liste des titres
- Tous les titres son signés par Jason Bieler, sauf indications.

1. Intro - 1:14
2. Russian Girl - 4:14
3. Killing Ground (Bieler / Varone / McLernon / Dembrowski) - 3:45
4. Eden - 5:02
5. Going On (Bieler / McLernon) - 4:45
6. Everybody - 2:53
7. Spanish Rain - 5:02
8. Flesh and Bone - 3:53
9. Sunshine - 3:52
10. Victoria - 4:23
11. Afraid - 4:10
12. So Painfully (Bieler / McLernon) - 3:10
13. Edgar - 3:14
14. All Around - 2:14

## Musiciens du groupe
- Jason Bieler : chant, guitares, programmation.
- Chris McLernon : basse.
- Phil Varone : batterie, percussions.
- Pete Dembrowski : guitares.

## Musiciens additionnels
- Jim et Tom Morris : chœurs sur Intro.
- Ronny Lathi : chœurs.
- Silvio, Aaron, SK, Jim, JT : chœurs sur Russian Girl.